# آرثر إتش أنتوني
آرثر إتش أنتوني (بالإنجليزية: Arthur H. Cash)‏ هو كاتب سير ومؤرخ أمريكي، ولد في 4 فبراير 1922، وتوفي في 29 ديسمبر 2016.